# Bob Egerton
Robert Henry Egerton (Lae, 6 de marzo de 1963) es un ex–jugador australiano de rugby nacido en Papúa Nueva Guinea y que se desempeñaba como wing.

## Selección nacional
Fue convocado a los Wallabies por primera vez en julio de 1991 para enfrentar a los Dragones rojos (test–match), su buena actuación en esta gira le permitió ser convocado durante el resto del año con regularidad y de hacerse titular, disputó su último partido en noviembre del mismo año ante el XV de la Rosa (Final de la CM Inglaterra 1991).
Se trató de un jugador de paso fugaz en su seleccionado y en total jugó nueve partidos y marcó 8 puntos, productos de dos tries (un try valía 4 puntos hasta 1992).

### Participaciones en Copas del Mundo
Participó de Inglaterra 1991 donde formó la línea de defensa con David Campese y Marty Roebuck, fue titular en todos los partidos con la excepción frente a Manu Samoa que no jugó para descansar, se consagró campeón del Mundo y a pesar de su posición no marcó puntos, pero esto se debió a su característico sólido juego defensivo. Se retiró de su seleccionado tras el torneo.
| Mundial                       | Sede       | Resultado | PJ | Tries |
| ----------------------------- | ---------- | --------- | -- | ----- |
| Copa Mundial de Rugby de 1991 | Inglaterra | Campeón   | 5  | 0     |